# Hans Hartmann (Admiral)
Hans Hartmann (* 16. Januar 1897 in Bromberg; † 9. März 1976 in Neunkirchen-Seelscheid) war ein deutscher Marineoffizier, zuletzt Konteradmiral.

## Laufbahn

### Erster Weltkrieg
Hans Hartmann trat im Oktober 1915 als Kriegsfreiwilliger in die Kaiserliche Marine  ein und absolvierte zunächst eine einmonatige Grundausbildung als Offiziersanwärter der Crew X/1915 an der Marineschule Mürwik, bevor er für drei Monate zur seemännischen Ausbildung auf dem Großen Kreuzer Freya eingeschifft wurde. Danach erhielt er ein Bordkommando bei der Hochseeflotte auf dem Linienschiff Thüringen, auf dem er an der Skagerrakschlacht teilnahm. Nach weiteren Lehrgängen wurde er zur Torpedoboots-Schul-Halbflottille kommandiert, wo er zum Wachoffizier ausgebildet und am 13. Dezember 1917 zum Leutnant zur See ernannt wurde. Ende Januar 1918 kam er zur 13. Torpedoboots-Halbflottille, ab dem 1. Juni 1918 diente er auf dem Boot S 65. Als Wachoffizier blieb er auch nach Eintritt des Waffenstillstands am 11. November auf diesem Boot und lief in der zweiten Monatshälfte mit dem Internierungsverband unter Konteradmiral Ludwig von Reuter nach Scapa Flow aus, wo er im Dezember 1918 mit der Führung von S 65 beauftragt wurde. In seiner Position als Kommandant dieses Torpedoboots folgte er am 21. Juni 1919 dem Befehl zur Selbstversenkung der Hochseeflotte und kam anschließend in britische Kriegsgefangenschaft.

### Reichsmarine in der Weimarer Republik
Nach seiner Heimkehr aus der Gefangenschaft Anfang Februar 1920 musste er sich eine Zeitlang zur Verfügung der Kommandantur Kiel halten, bis er als Wachoffizier auf einer schwimmenden Einheit eingesetzt wurde, zunächst für wenige Monate auf einem Minendampfer, danach bis Mitte Februar 1923 erneut auf Torpedobooten. Mittlerweile zum Oberleutnant zur See ernannt, hatte er danach bis Ende September 1926 verschiedene Landkommandos bei der Nachrichtentruppe der Reichsmarine inne, zuletzt als Marinenachrichtenoffizier in Stolpmünde. Sodann kehrte er für zwei Jahre zu den leichten Seestreitkräften zurück. Er stellte im August 1927 als Kommandant das neugebaute Torpedoboot Falke in Dienst, das vom Chef der 4. Torpedobootshalbflottille, Korvettenkapitän Otto Schniewind, zu seinem Führerboot bestimmt wurde. Hartmann wurde am 1. Oktober 1928 zum Kapitänleutnant befördert. Erneute Landkommandos, diesmal bei der Küstenartillerie, schlossen sich an. Von Oktober 1928 bis Oktober 1931 war er Kompaniechef in der III. bzw. IV. Marineartillerieabteilung. Danach diente er zwei Jahre lang bei der Inspektion des Bildungswesens der Marine (B.I.). Am 1. Oktober 1933 wurde er zum Ersten Artillerieoffizier des alten Linienschiffs Hessen ernannt. Ein Jahr später wurde er für zwölf Monate Artillerieoffizier auf dem Leichten Kreuzer Königsberg, wurde in dieser Zeit zum Korvettenkapitän befördert und kehrte danach zu den Torpedostreitkräften zurück.

### Kriegsmarine im Dritten Reich
Nach einer ausführlichen Baubelehrung in Kiel stellte er Ende Februar 1937 als Kommandant den Zerstörerneubau Z 2 Georg Thiele  in Dienst, der zur 1. Zerstörerdivision trat. Da sich während der Erprobungsfahrten zeigte, dass die Back wegen einer Fehlkonstruktion des Bugsektors zu viel Wasser übernahm, ging das Schiff im Sommer 1938 in die Werft. Nachdem Hartmann am 1. Juli 1938 zum Fregattenkapitän befördert worden war, nahm er auf seinem Zerstörer am 22. August noch an einer Flottenparade vor Hitler teil, um anschließend mit der Indienststellung des Zerstörers Z 17 Diether von Roeder am 29. August 1938 als Divisionschef die Aufstellung der 5. Zerstörerdivision einzuleiten. Nach der Indienststellung der beiden Schwesterboote war die Division seit dem 12. Januar 1939 vollzählig, und Hartmann konnte mit der Verbandsausbildung beginnen, die schon bald in ausländische Gewässer führte. Im März 1939 nahmen Schiffe dieses Verbandes an der Besetzung der Stadt Memel teil, die unmittelbar nach dem Ultimatum an Litauen erfolgte. Vom 18. April bis zum 16. Mai 1939 waren die Zerstörer bei einer Auslandsreise der Flotte nach Spanien dabei, wo kurz zuvor der Bürgerkrieg mit dem Sieg der Faschisten zu Ende gegangen war. Im Juli 1939 besuchte die nun erstmals vollständig versammelte 5. Zerstörerdivision norwegische Häfen.
Nach Ausbruch des Zweiten Weltkriegs verlegte die Division am 4. September 1939 aus dem Ostseebereich nach Wilhelmshaven, um in der Nordsee Minensperren für den Westwall auszulegen. Anschließend führte sie zunächst Handelskrieg im Skagerrak und unterminierte von Wilhelmshaven aus im Oktober und November 1939 die englische Küste zwischen den Flussmündungen von Humber und Themse unter dem Führer der Zerstörer.
Ende November 1939 gab Hartmann seinen Zerstörerverband an seinen Nachfolger weiter, im Dezember 1939 wurde daraus die 3. Zerstörerflottille und wurde zum 1. Dezember in den Stab des Befehlshabers der Panzerschiffe (B.d.P.) kommandiert, wo er unter dem Flottenchef Admiral Wilhelm Marschall Erster Admiralstabsoffizier wurde. Am 1. Februar 1940 wurde er zum Kapitän z.S. befördert und schon am 4. April wieder abkommandiert. Der separate Stab des B.d.P. neben dem Flottenstab hatte sich als überflüssig erwiesen, wurde immer mehr verkleinert und schließlich am 31. Juli 1940 in den Flottenstab integriert.
Infolge der deutschen Besetzung Norwegens wurde Hartmann in höheren Stäben der deutschen Kriegsmarine in dem besetzten Land verwendet. Zunächst war er für einige Monate Chef des Stabes beim Marinebefehlshaber Südnorwegen, danach wurde er Erster Admiralstabsoffizier beim Kommandierenden Admiral Norwegen, Admiral Hermann Boehm, der sieben Jahre zuvor auf der Hessen sein Kommandant gewesen war. In dieser Dienststellung blieb er bis Anfang Dezember 1941, um danach wieder ein Kommando bei den Seestreitkräften zu erhalten.
Vom 4. Dezember 1941 bis zum 9. September 1942 war er Kommandeur der 3. Sicherungs-Division an der Nordwestküste Frankreichs. Sein Stabsquartier befand sich bis März 1942 in Le Trez-Hir nahe Brest, ab April 1942 in Nostang bei Lorient. Einsatzgebiet war die französische Atlantikküste zwischen Lorient und St. Malo. Mit seinem Stab führte er die Einsätze von fünf Minensuchflottillen, der 2. und 7. Vorpostenflottille, der 6. Sperrbrecherflottille und der 14. Ujagdflottille. Hauptaufgabe war die Sicherung der Ein- und Auslaufwege für die deutschen U-Bootsstützpunkte in den Atlantikhäfen. Für die erfolgreiche Bewältigung dieser Aufgabe wurde Hartmann Mitte August 1942 mit dem Deutschen Kreuz in Gold ausgezeichnet.
Nach einer einmonatigen Einarbeitung trat er am 12. Oktober 1942 seinen neuen Dienstposten als Kommandant des Schweren Kreuzers Admiral Hipper an. Damit hatte er das Traumziel vieler Seeoffiziere der Marine erreicht, Kommandant eines der schweren Schiffe zu werden. Allerdings lief deren Zeit unaufhaltsam ab, und Hartmann war an Bord, als die Admiral Hipper als Flaggschiff von Vizeadmiral Oskar Kummetz am 30. Dezember 1942 zusammen mit dem Schweren Kreuzer Lützow und sechs Zerstörern in die Barentssee auslief, um den alliierten Russland-Geleitzug JW-51 B zu bekämpfen. Aufgrund mangelhafter Koordination, zaghafter Führung und schlechter Sicht misslang der geplante Zangenangriff, und die in der Seekriegsgeschichte später unter dem Namen Unternehmen Regenbogen bekannt gewordene Operation wurde abgebrochen. In einem Gefecht mit den britischen Leichten Kreuzern Sheffield und Jamaica hatte die Admiral Hipper drei Artillerietreffer im Maschinenraum erhalten; Personalausfälle waren die Folge und das Schiff war nicht mehr einsatzbereit. Hitler verfügte die Außerdienststellung aller schweren Schiffe, und der Marineoberbefehlshaber (Ob.d.M.) Großadmiral Erich Raeder wurde durch Großadmiral Karl Dönitz abgelöst.
Hartmann gab sein Kommando am 1. Februar 1943 ab und kam drei Wochen später zunächst zum Hauptamt Kriegsschiffbau im OKM. Am 16. März wurde er Chef des Stabes im Flottenkommando. Am 23. Mai wurde für ihn im OKM der Posten eines Sonderbeauftragten für „den Personaleinsatz von Soldaten aller Dienstgrade“ geschaffen, und er wurde mit Wirkung vom 1. Juni 1943 zum Konteradmiral befördert. Am 15. März 1944 wurde er Kommandant der Seeverteidigung Attika. Mit Beginn der Räumung des besetzten Griechenlands von deutschen Truppen im folgenden Herbst wurde das Personal der Dienststelle in das Deutsche Reich verlegt, größtenteils im gefahrvollen Landmarsch durch die Balkanhalbinsel. Hartmann selbst wurde am 16. Oktober von Saloniki aus auf dem Luftweg in die Heimat gebracht, wo er sich zwischen dem 21. und 24. Oktober im Oberkommando der Marine zurückmeldete. Dort erfuhr er, dass Dönitz ihn zum Kommandeur der Marine-Schützen-Brigade Nord ernennen wollte. Diese Brigade sollte mit ihren vier Regimentern den Schutz der Deutschen Bucht für den Fall einer alliierten Landung von See her als „stationäre Verteidigung“ übernehmen. Die Bezeichnung Division war bewusst vermieden worden, um nicht falsche Vorstellungen beim Vergleich mit Divisionen des Heeres zu erwecken. Anfang Februar 1945 wurde die Marineschützenbrigade Nord dann doch in die 1. Marine-Infanterie-Division umbenannt und Hartmann wurde deren Kommandeur.
Am 7. November meldete Hartmann sich in Cuxhaven beim „Küstenbefehlshaber Deutsche Bucht“, Vizeadmiral Ernst Scheurlen, dem er truppendienstlich unterstellt war. Sein ältester Regimentskommandeur hatte die Aufstellung bereits eingeleitet. Sein Stabsquartier richtete er in Varel bei Wilhelmshaven ein, und er erhielt einige Heeresoffiziere als Berater für die Organisation der Aufstellung und Ausbildung seiner vier Regimenter und sechzehn Bataillone. Von Mitte November an wurde die Ausbildung in das Gelände verlegt. Nach einer Besichtigung aller Verbände und Einheiten Anfang Januar 1945 fasste Hartmann seine Eindrücke zusammen:
„Die anfängliche Ungewohntheit im Truppendienst an Land wurde schnell überwunden. Nach gründlicher, systematischer Ausbildung unter bewußter Beschränkung auf die stationären Verteidigungsaufgaben wurde Mitte Januar 45 ein Abschluß erreicht. Ich hatte sämtliche Bataillone aufgesucht und war mit den Leistungen zufrieden.“ Zu diesem Zeitpunkt konnte er davon ausgehen, dass die im Landkrieg nur sehr bedingt einsatzfähigen Bataillone und Regimenter ausschließlich für begrenzte Verteidigungsaufgaben herangezogen würden, bis sie durch besser geeignete Heeresverbände abgelöst würden. Sie würden in einem Gelände an der Nordseeküste eingesetzt werden, mit dem sie sich über mehrere Wochen vertraut gemacht hatten.
Mit Beginn der sowjetischen Weichsel-Oder-Operation am 12. Januar 1945 veränderte sich die Lage gravierend. In völliger Verkennung der militärischen Fähigkeiten der Marine für den Landkrieg bot Dönitz dem Oberkommando des Heeres ein Regiment der Marineschützenbrigade Nord für eine Verwendung an der Landfront im Osten an. Am Morgen des 18. Januar 1945 entschied Hartmann, hierfür das Marineschützenregiment 3 mit vier Bataillonen nach Ostpreußen zu verlegen. Nach dessen Abmarsch war diese Truppe seiner Führung völlig entzogen. Knapp zwei Wochen später stellte Dönitz auch die anderen drei Regimenter für einen Ostfronteinsatz zur Verfügung. Von Hartmann geführt, wurde die Brigade am 31. Januar mit elf Bataillonen als „rein infanteristischer Kampfverband (ohne Artillerie, ohne Pioniere, ohne Aufklärungskräfte, ohne Versorgungseinheiten)“ bei einem erheblichen Fehlbestand an Waffen und mit einer Gefechtsstärke von 8996 Offizieren, Unteroffizieren und Mannschaften an die Oderfront südlich von Stettin in Marsch gesetzt. Zugleich erging Befehl zur kurzfristigen Umbenennung der Brigade in 1. Marinedivision.
Der Einsatzraum der Division lag am linken Ufer der Oder zwischen Schwedt und Neuglietzen. Nach einigen Tagen wurde sie dem Korps „Oder“ unterstellt. Hartmann richtete sein Stabsquartier schließlich in Parstein ein. Infolge einer Einmischung Görings besetzte er einige Ortsstützpunkte auf dem rechten Flussufer nahe Schwedt und einen Brückenkopf im Raum Zehden. Bei einem Frontbesuch überbrachte Dönitz dem Divisionskommandeur am 12. Februar den Wunsch Himmlers, Oberbefehlshaber der Heeresgruppe Weichsel, die Division in eine Kampfdivision nach dem Vorbild des Heeres umzubilden. Hartmann machte schwere Bedenken geltend, weil er großen Wert darauf legte, das Zusammenschweißen der Verbände nicht zu stören, und die unvermeidliche Unruhe für die kampfunerfahrene und noch in der Ausbildung stehende Truppe für sehr ungünstig hielt. Er schlug stattdessen eine angemessene Ausstattung mit Transportfahrzeugen und Geräten, Verbesserungen in der Stellenbesetzung und eine bessere Fürsorge für die Soldaten vor.
Kurz darauf wurde er in das Hauptquartier der Heeresgruppe Weichsel befohlen. Himmler stellte in einer mehrstündigen Besprechung fest, dass der Konteradmiral seinem Wunsch, die 1. Marinedivision in eine Infanterie-Sturmdivision umzubilden, nicht folgen wollte. Einige Tage später ernannte der Heeresgruppenoberbefehlshaber einen Generalmajor des Heeres, den 38-jährigen Wilhelm Bleckwenn zum Inspekteur der Infanterie bei der 1. Marinedivision, der umgehend Hartmanns Stabsquartier aufsuchte, um die Truppenteile der Division zu besichtigen. Am 27. Februar wurde der unbequeme Divisionskommandeur zu einem Gespräch mit Dönitz befohlen. Hartmann berichtete später, dass der Großadmiral seine Auffassung und seinen Standpunkt zwar uneingeschränkt billigte. Er habe dem Reichsführer SS gegenüber in der Frage der Entlastung bei Verteidigungsaufgaben jedoch „A gesagt und müsse nun auch B sagen“.
Vorschläge, einen Heeresoffizier als Stabschef zu erhalten und andere Stützen in die Division einzubauen, lehnte Hartmann rundweg ab. Als Dönitz auf einer Lösung beharrte, bat der Konteradmiral um Ablösung von seinen Posten als Divisionskommandeur. Dönitz stimmte zu, und schon am nächsten Tag übernahm Bleckwenn das Kommando über die Division. Hartmann blieb zehn Tage lang ganz ohne neues Kommando und wurde danach zum unbedeutenden 'Sonderbeauftragten des Ob.d.M. für die Personaleinsparung', wie knapp zwei Jahre zuvor. Anfang April schließlich wurde er zum Kommandanten der Seeverteidigung Oslofjord unter dem Oberbefehlshaber des Marineoberkommandos Norwegen ernannt. Am 4. April traf Hartmann in Oslo ein.
Der Seekommandant Oslofjord führte bis zur Bedingungslosen Kapitulation am 8. Mai 1945 auch die Militärgerichtsbarkeit in seinem Befehlsbereich. Als Marinerichter unterstanden ihm der Marineoberstabsrichter Adolf Harms und der Marinestabsrichter Hans Filbinger. Ihre Rollen als Vorsitzender und als Anklagevertreter wechselten von Fall zu Fall. In seiner verbleibenden Zeit als Gerichtsherr fällte Hartmann zwei Todesurteile in Abwesenheit der Angeklagten, die im Zuge der Filbinger-Affäre im Jahre 1978 in der Öffentlichkeit bekannt wurden. In der veröffentlichten Meinung wurde Jahre später darauf hingewiesen, dass über die Situation beim „Kommando der Seeverteidigung Oslofjord“ im April 1945 zu wenig bekannt wäre. Der Name des Konteradmirals Hans Hartmann wurde in diesem Zusammenhang nie erwähnt.

### Nachkriegszeit
Nach dem Eintreffen der alliierten Militärmission in Oslo am 8. Mai wurden die Truppen der Wehrmacht bis zum Abtransport nach Deutschland in sogenannte Reservationen überführt. Sie blieben unter deutschem Kommando, so dass die bisherigen Kommandobehörden auch nach der Kapitulation die gleiche Disziplinargewalt über die Soldaten ausübten wie zuvor, jedoch auf der Grundlage alliierten Rechts. So verblieb auch Konteradmiral Hartmann unter Oberaufsicht der Alliierten auf seinem bisherigen Posten, bis seine Dienststelle am 31. August 1945 aufgelöst wurde.
Hartmann kam in britische Kriegsgefangenschaft und wurde am 9. Januar 1946 in das Gefangenenlager Bridgend in Wales (Island Farm Special Camp 11) verlegt, zusammen mit zahlreichen hohen Wehrmachtsoffizieren und seinem damaligen Nachfolger als Divisionskommandeur, Generalmajor Bleckwenn. Am 19. Mai 1948 wurde er aus der Gefangenschaft entlassen. Seit Anfang der 1960er Jahre lebte er als Pensionär in Neunkirchen-Seelscheid in der Nähe von Bonn.

## Auszeichnungen
- Eisernes Kreuz II. Klasse, 16. Oktober 1939
- Eisernes Kreuz I. Klasse, 13. Dezember 1939
- Deutsches Kreuz in Gold, 18. August 1942